# Subbuteo

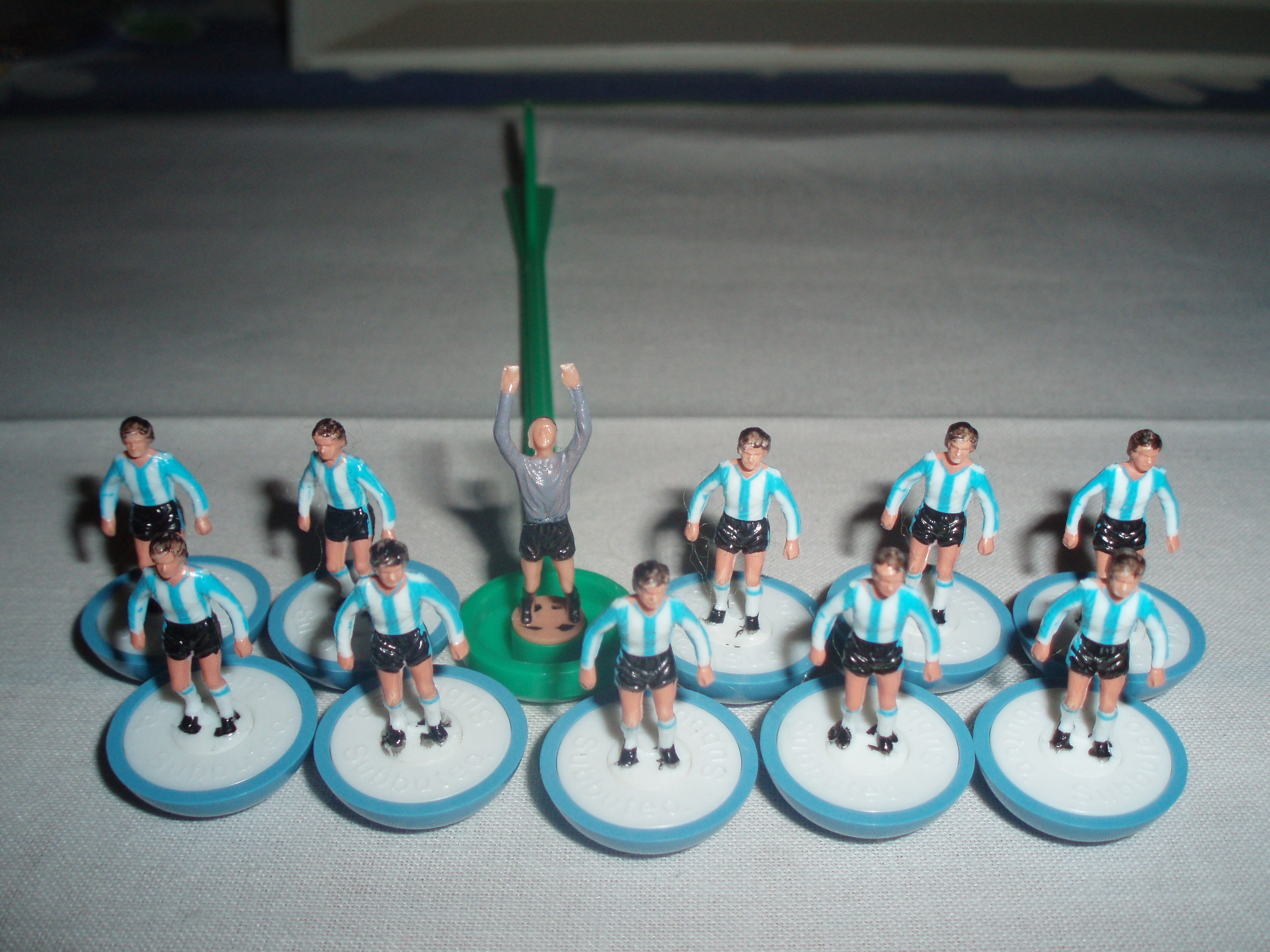
Jugadores de Argentina en su versión de Subbuteo.

Subbuteo, también conocido como fútbol de mesa, es un juego que consiste en recrear un partido de fútbol por medio de equipos compuestos por once jugadores sobre una base convexa o plana, que se deslizan sobre una pana, a los cuales se golpea con el dedo, con el objetivo de marcar goles impulsando el balón mediante dichos jugadores.

## Historia

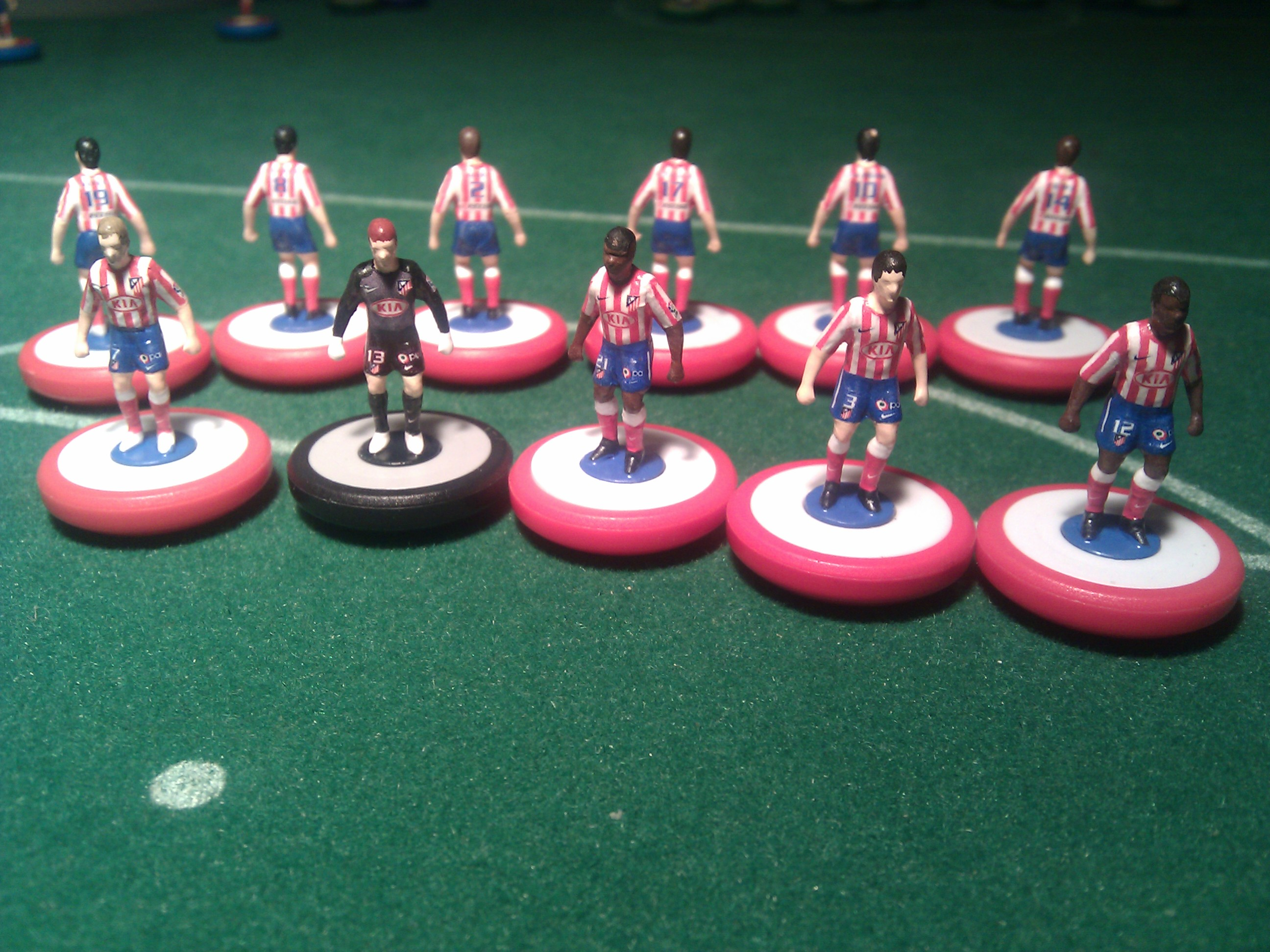
Figuritas del At. Madrid con bases Sureshot.

El juego fue inventado en 1929 en la ciudad de Liverpool, Inglaterra, por William L. Keelings con el nombre de New Footy, y así existió hasta 1947, año en que se crea Subbuteo, la más legendaria marca del juego. Subbuteo absorbió entonces a New footy y modernizó el fútbol de mesa. El juego alcanzó su máximo punto de popularidad en los 60 una vez pasada la Postguerra y ya reconstruida Europa. Por aquel entonces era fabricado por Subbuteo Sports Games, que además tenía versiones de rugby, cricket y hockey. Originalmente se posicionó como un juguete orientado a chicos de 11 a 16 años, se armaron ligas por toda Inglaterra y su popularidad creció al punto de que casi cada chico inglés tenía su juego. Hoy, las primeras ediciones de Subbuteo Hasbro, se han convertido en objeto de culto y algo preciado por los coleccionistas.
Actualmente hay una versión del juego original Subbuteo lanzada en 2012, con figuras irrompibles (flexibles) y base mejorada, más plana pero conservando la posibilidad de hacer "dribblings" como en el juego original. Además incorpora jugadores con características físicas detalladas, como el color de la piel, pelo largo o corto o colores en las botas.
España es en la actualidad el último país campeón del mundo en este juego, siendo Carlos Flores Lopez el campeón individual.
Destacó especialmente en este campeonato Alberto Mateos, campeón mundial individual en el año 2013.
En 2013, el Campeonato Mundial se celebró del 6 al 8 de septiembre, donde Alberto Mateos se proclamó campeón en una emocionante final contra Saverio Bari (2-1)

## Características

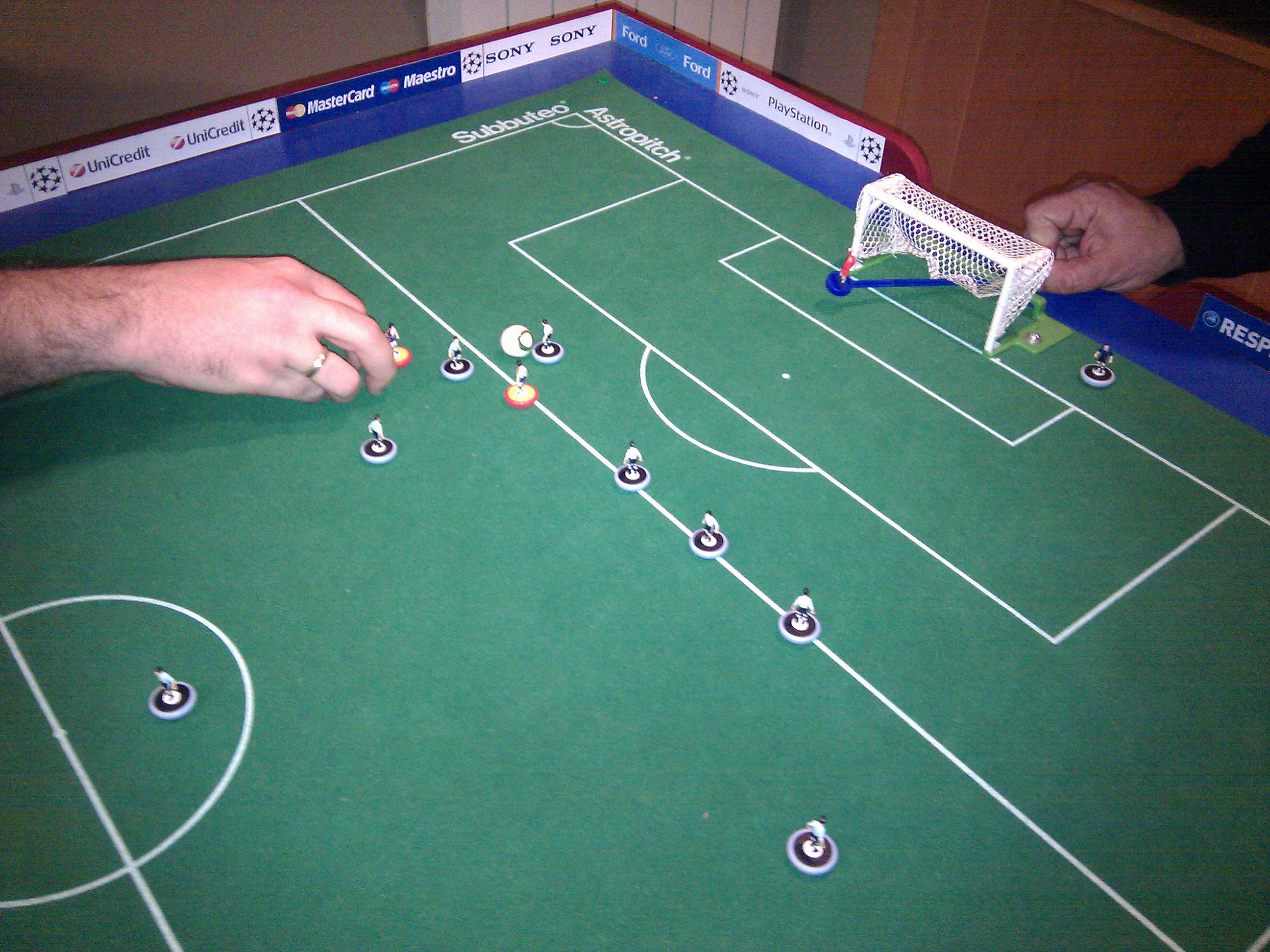
Instante de un partido de fútbol de mesa o "Subbuteo".

Este juego es seguido sobre todo en países como Inglaterra, Italia (varias veces campeón del mundo de esta modalidad), España (aunque durante años estuvo prácticamente olvidado), Bélgica y Portugal, donde también hay una gran afición. En América también tiene presencia en Estados Unidos, Canadá y minoritariamente en algunos países de América del Sur, aunque durante el 2007 cobró un fuerte impulso en la Argentina, particularmente en la ciudad de Rosario. Desde el año 2010 el deporte se practica también en Brasil.
La F.I.S.T.F. (Federation International Sport Table Football - www.fistf.com), regula el deporte, agrupa a las naciones miembros, controla el ranking mundial y organiza los campeonatos mundiales y continentales. Existe otra asociación, la W.A.S.P.A. (World Amateur Subbuteo Players Association) que, en colaboración con la FISTF, se ocupa de las competiciones y torneos amateur de Subbuteo.
Actualmente existen otros fabricantes de material, siendo Zëugo, Top Spin, Profibase, Astrobase o Extreme Works los principales  en Europa y Flickmaster los únicos fabricantes y distribuidores en el continente americano, todos ellos cumplen estrictamente los patrones de juego establecidos en el reglamento oficial de la F.I.S.T.F. El único cuya fabricación cumple con las normativas mundiales para venderse como juguete a niños menores de 14 años es Subbuteo.

## Torneos
Principales torneos internacionales:
- World Cup
- Champions League
- Europa League
- Copa Sudamericana
- Majors
- Gran Prix
- International Opens